# 페이커의 수상 내역
페이커의 수상 내역이다.

## 수상 내역
2013

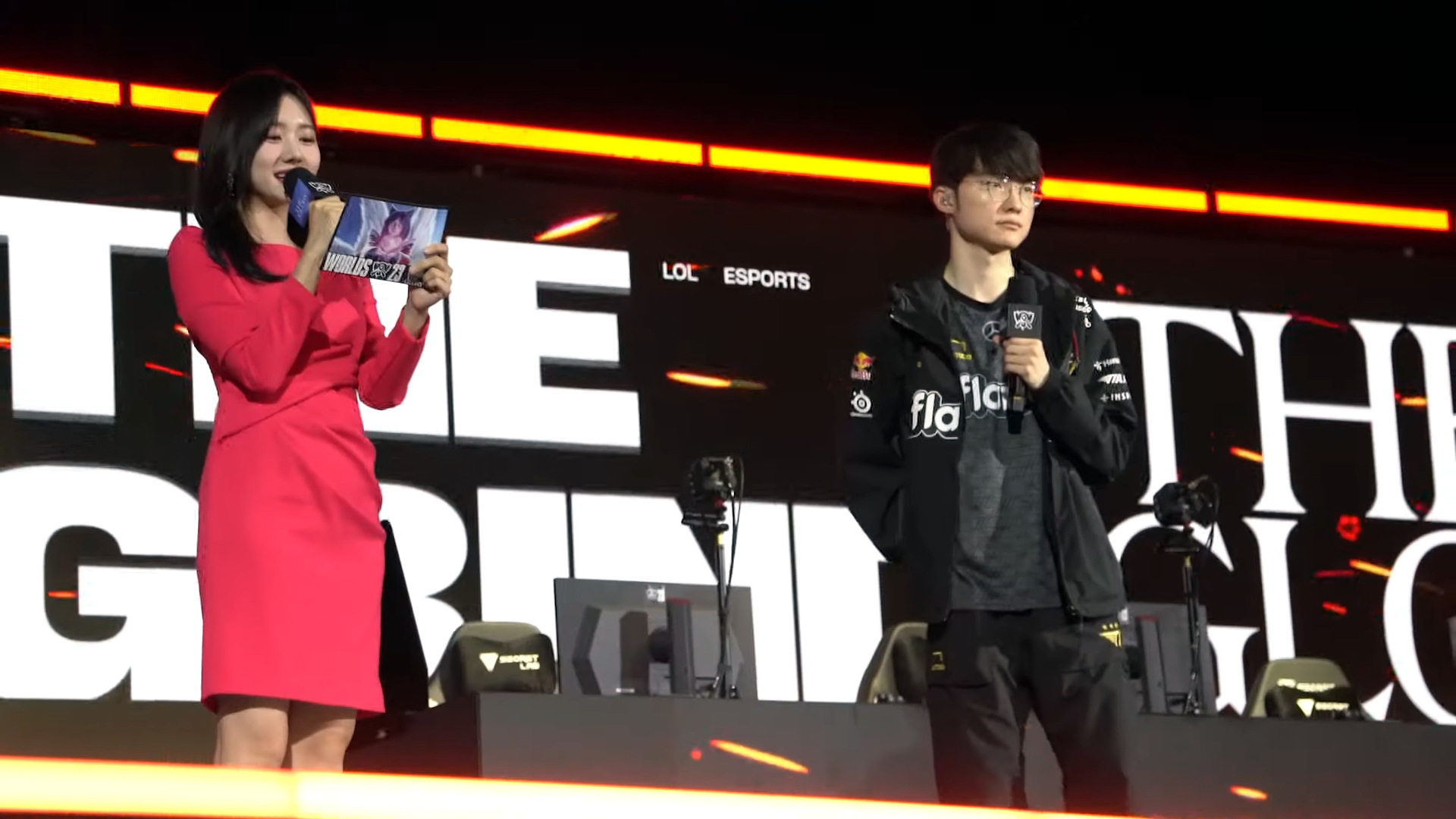
2023 월드 챔피언십 인터뷰 사진.

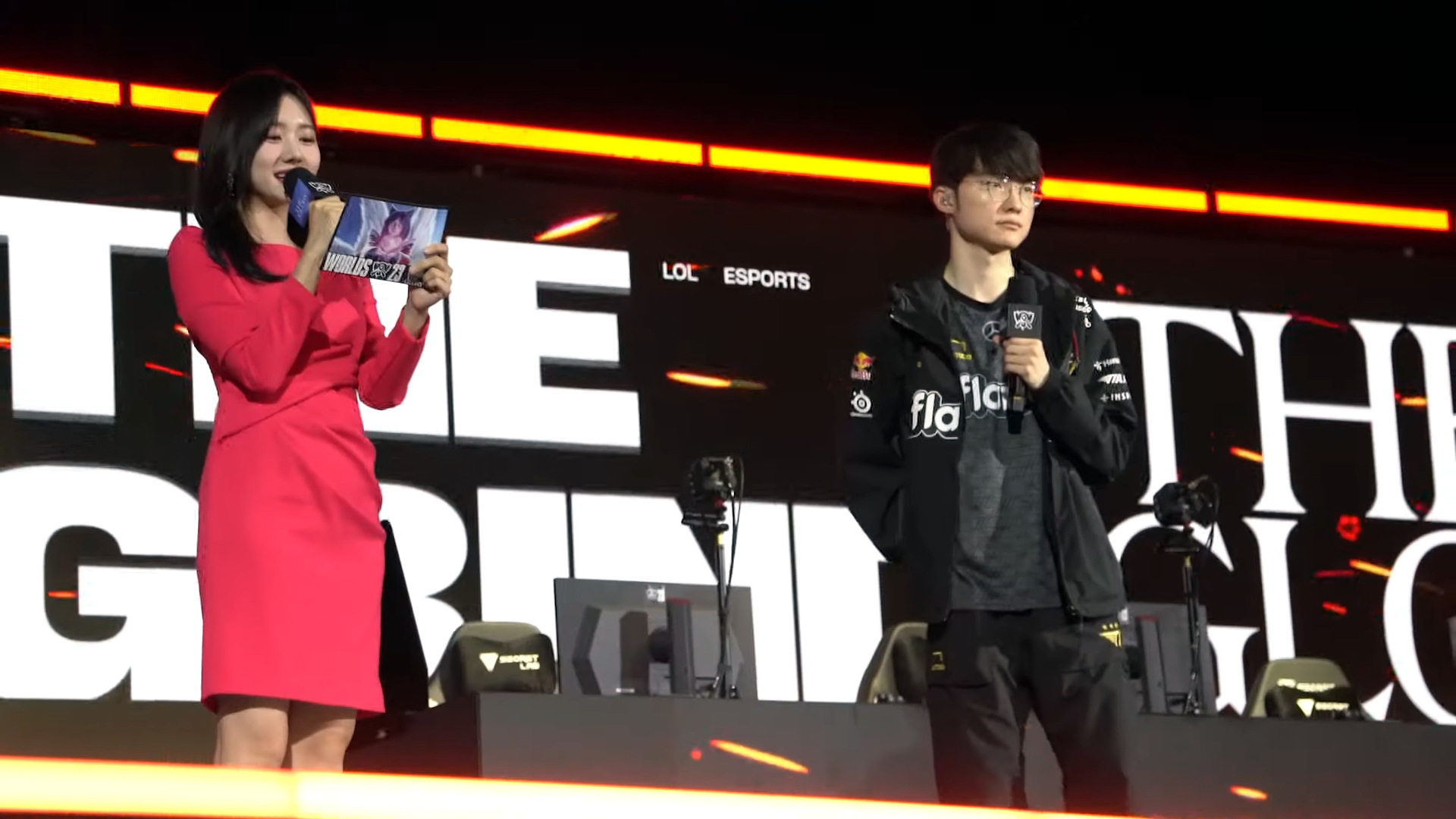
2023 월드 챔피언십 인터뷰 사진.

- 핫식스 리그 오브 레전드 챔피언스 서머 2013 우승 (SK텔레콤 T1)
- 핫식스 리그 오브 레전드 챔피언스 서머 2013 MVP 최우수선수상
- 리그 오브 레전드 월드 챔피언십 시즌 3 우승 (SK텔레콤 T1)
- 2013 대한민국 e스포츠 대상 리그 오브 레전드 미드 부문 최우수 선수상

2014
- 판도라TV 리그 오브 레전드 챔피언스 윈터 2013-2014 우승 (SK텔레콤 T1 K)
- 판도라TV 리그 오브 레전드 챔피언스 윈터 2013-2014 MVP 최우수선수상
- 리그 오브 레전드 올스타 인비테이셔널 2014 우승 (SK텔레콤 T1 K)
- SK텔레콤 LTE-A LoL 마스터즈 2014 준우승 (SK텔레콤 T1)
- 아이티엔조이 나이스게임TV 리그 오브 레전드 배틀 서머 2014 우승 (SK텔레콤 T1 K)

2015
- 스베누 리그 오브 레전드 챔피언스 코리아 스프링 2015 우승 (SK텔레콤 T1)
- 미드 시즌 인비테이셔널 2015 준우승 (SK텔레콤 T1)
- 스베누 리그 오브 레전드 챔피언스 코리아 서머 2015 우승 (SK텔레콤 T1)
- 스베누 리그 오브 레전드 챔피언스 코리아 서머 2015 플레이오프 MVP상 수상
- 리그 오브 레전드 월드 챔피언십 2015 우승 (SK텔레콤 T1)
- 리그 오브 레전드 올스타전 2015 우승
- 2015 대한민국 e스포츠 대상 올해의 대상
- 2015 대한민국 e스포츠 대상 리그 오브 레전드 최우수 선수상
- 2015 대한민국 e스포츠 대상 미드 부문 인기상

2016
- 인텔 익스트림 마스터즈 시즌 10 월드 챔피언십 우승 (SK텔레콤 T1)
- 롯데 꼬깔콘 리그 오브 레전드 챔피언스 코리아 스프링 2016 우승 (SK텔레콤 T1)
- 미드 시즌 인비테이셔널 2016 우승 (SK텔레콤 T1)
- 미드 시즌 인비테이셔널 2016 결승 MVP
- 리그 오브 레전드 월드 챔피언십 2016 우승 (SK텔레콤 T1)
- 리그 오브 레전드 월드 챔피언십 2016 MVP
- 리그 오브 레전드 올스타전 2016 준우승
- 2016 대한민국 e스포츠 대상 올해의 대상
- 2016 대한민국 e스포츠 대상 리그 오브 레전드 최우수 선수상
- 2016 대한민국 e스포츠 대상 미드 부문 인기상

2017
- 리그 오브 레전드 챔피언스 코리아 스프링 2017 우승 (SK텔레콤 T1)
- 미드 시즌 인비테이셔널 2017 우승 (SK텔레콤 T1)
- 2017 리프트 라이벌즈 준우승 (SK텔레콤 T1)
- 리그 오브 레전드 챔피언스 코리아 서머 2017 준우승 (SK텔레콤 T1)
- 리그 오브 레전드 월드 챔피언십 2017 준우승 (SK텔레콤 T1)
- 2017 더 게임 어워드 최고의 e스포츠 선수

2018
- 2018 리프트 라이벌즈 준우승 (SK텔레콤 T1)
- 2018년 자카르타-팔렘방 아시안 게임 e스포츠 리그 오브 레전드 은메달 (대한민국)
- 리그 오브 레전드 올스타전 2018 우승
- 2018 e스포츠 명예의 전당 스타즈
- e스포츠 명예의 전당 히어로즈

2019
- 스무살 우리 리그 오브 레전드 챔피언스 코리아 스프링 2019 우승 (SK텔레콤 T1)
- 2019 리프트 라이벌즈 우승 (SK텔레콤 T1)
- 우리은행 리그 오브 레전드 챔피언스 코리아 서머 2019 우승 (SK텔레콤 T1)
- 리그 오브 레전드 올스타전 2019 우승
- 2019 e스포츠 명예의 전당 스타즈

2020
- 우리은행 리그 오브 레전드 챔피언스 코리아 스프링 2020 우승 (T1)
- 리그 오브 레전드 올스타전 2020 우승
- 2020 e스포츠 명예의 전당 스타즈

2021
- 리그 오브 레전드 챔피언스 코리아 서머 2021 준우승 (T1)
- 2021 LCK 어워드 카카오웹툰 나 혼자만 레벨업 상

2022
- 리그 오브 레전드 챔피언스 코리아 스프링 2022 우승 (T1)
- 리그 오브 레전드 챔피언스 코리아 스프링 2022 All-Pro 퍼스트팀 (T1)
- 미드 시즌 인비테이셔널 2022 준우승 (T1)
- 리그 오브 레전드 챔피언스 코리아 서머 2022 준우승 (T1)
- 리그 오브 레전드 월드 챔피언십 2022 준우승 (T1)
- 2022 LCK 어워드 BBQ 베스트 이니시에이팅 플레이어 상
- 2022 e-스포츠 명예의 전당 스타즈

2023
- 리그 오브 레전드 시즌 킥오프 2023 준우승
- 리그 오브 레전드 챔피언스 코리아 스프링 2023 All-Pro 퍼스트팀 (T1)
- 리그 오브 레전드 챔피언스 코리아 스프링 2023 준우승 (T1)
- 리그 오브 레전드 챔피언스 코리아 서머 2023 준우승 (T1)
- 2022년 항저우 아시안 게임 e스포츠 리그 오브 레전드 금메달 (대한민국)
- 리그 오브 레전드 월드 챔피언십 2023 우승 (T1)
- 2023 e스포츠 어워드 올해의 선수상
- 2023 더 게임 어워드 최고의 e스포츠 선수
- 2023 LCK 어워드 OP.GG 서치 킹 상
- 2023 LCK 어워드 포지션별 올해의 선수
- 2023 LCK 어워드 올해의 선수

2024
- 리그 오브 레전드 시즌 오프닝 2024 준우승
- 리그 오브 레전드 챔피언스 코리아 스프링 2024 All-Pro 세컨드팀(T1)
- 리그 오브 레전드 챔피언스 코리아 스프링 2024 준우승(T1)
- 2024 전설의 전당 헌액자
- 이스포츠 월드컵 2024 우승 (T1)
- 이스포츠 월드컵 2024 MVP
- 리그 오브 레전드 월드 챔피언십 2024 우승 (T1)
- 리그 오브 레전드 월드 챔피언십 2024 MVP

2013
- 핫식스 리그 오브 레전드 챔피언스 서머 2013 우승 (SK텔레콤 T1)
- 핫식스 리그 오브 레전드 챔피언스 서머 2013 MVP 최우수선수상
- 리그 오브 레전드 월드 챔피언십 시즌 3 우승 (SK텔레콤 T1)
- 2013 대한민국 e스포츠 대상 리그 오브 레전드 미드 부문 최우수 선수상

2014
- 판도라TV 리그 오브 레전드 챔피언스 윈터 2013-2014 우승 (SK텔레콤 T1 K)
- 판도라TV 리그 오브 레전드 챔피언스 윈터 2013-2014 MVP 최우수선수상
- 리그 오브 레전드 올스타 인비테이셔널 2014 우승 (SK텔레콤 T1 K)
- SK텔레콤 LTE-A LoL 마스터즈 2014 준우승 (SK텔레콤 T1)
- 아이티엔조이 나이스게임TV 리그 오브 레전드 배틀 서머 2014 우승 (SK텔레콤 T1 K)

2015
- 스베누 리그 오브 레전드 챔피언스 코리아 스프링 2015 우승 (SK텔레콤 T1)
- 미드 시즌 인비테이셔널 2015 준우승 (SK텔레콤 T1)
- 스베누 리그 오브 레전드 챔피언스 코리아 서머 2015 우승 (SK텔레콤 T1)
- 스베누 리그 오브 레전드 챔피언스 코리아 서머 2015 플레이오프 MVP상 수상
- 리그 오브 레전드 월드 챔피언십 2015 우승 (SK텔레콤 T1)
- 리그 오브 레전드 올스타전 2015 우승
- 2015 대한민국 e스포츠 대상 올해의 대상
- 2015 대한민국 e스포츠 대상 리그 오브 레전드 최우수 선수상
- 2015 대한민국 e스포츠 대상 미드 부문 인기상

2016
- 인텔 익스트림 마스터즈 시즌 10 월드 챔피언십 우승 (SK텔레콤 T1)
- 롯데 꼬깔콘 리그 오브 레전드 챔피언스 코리아 스프링 2016 우승 (SK텔레콤 T1)
- 미드 시즌 인비테이셔널 2016 우승 (SK텔레콤 T1)
- 미드 시즌 인비테이셔널 2016 결승 MVP
- 리그 오브 레전드 월드 챔피언십 2016 우승 (SK텔레콤 T1)
- 리그 오브 레전드 월드 챔피언십 2016 MVP
- 리그 오브 레전드 올스타전 2016 준우승
- 2016 대한민국 e스포츠 대상 올해의 대상
- 2016 대한민국 e스포츠 대상 리그 오브 레전드 최우수 선수상
- 2016 대한민국 e스포츠 대상 미드 부문 인기상

2017
- 리그 오브 레전드 챔피언스 코리아 스프링 2017 우승 (SK텔레콤 T1)
- 미드 시즌 인비테이셔널 2017 우승 (SK텔레콤 T1)
- 2017 리프트 라이벌즈 준우승 (SK텔레콤 T1)
- 리그 오브 레전드 챔피언스 코리아 서머 2017 준우승 (SK텔레콤 T1)
- 리그 오브 레전드 월드 챔피언십 2017 준우승 (SK텔레콤 T1)
- 2017 더 게임 어워드 최고의 e스포츠 선수

2018
- 2018 리프트 라이벌즈 준우승 (SK텔레콤 T1)
- 2018년 자카르타-팔렘방 아시안 게임 e스포츠 리그 오브 레전드 은메달 (대한민국)
- 리그 오브 레전드 올스타전 2018 우승
- 2018 e스포츠 명예의 전당 스타즈
- e스포츠 명예의 전당 히어로즈

2019
- 스무살 우리 리그 오브 레전드 챔피언스 코리아 스프링 2019 우승 (SK텔레콤 T1)
- 2019 리프트 라이벌즈 우승 (SK텔레콤 T1)
- 우리은행 리그 오브 레전드 챔피언스 코리아 서머 2019 우승 (SK텔레콤 T1)
- 리그 오브 레전드 올스타전 2019 우승
- 2019 e스포츠 명예의 전당 스타즈

2020
- 우리은행 리그 오브 레전드 챔피언스 코리아 스프링 2020 우승 (T1)
- 리그 오브 레전드 올스타전 2020 우승
- 2020 e스포츠 명예의 전당 스타즈

2021
- 리그 오브 레전드 챔피언스 코리아 서머 2021 준우승 (T1)
- 2021 LCK 어워드 카카오웹툰 나 혼자만 레벨업 상

2022
- 리그 오브 레전드 챔피언스 코리아 스프링 2022 우승 (T1)
- 리그 오브 레전드 챔피언스 코리아 스프링 2022 All-Pro 퍼스트팀 (T1)
- 미드 시즌 인비테이셔널 2022 준우승 (T1)
- 리그 오브 레전드 챔피언스 코리아 서머 2022 준우승 (T1)
- 리그 오브 레전드 월드 챔피언십 2022 준우승 (T1)
- 2022 LCK 어워드 BBQ 베스트 이니시에이팅 플레이어 상
- 2022 e-스포츠 명예의 전당 스타즈

2023
- 리그 오브 레전드 시즌 킥오프 2023 준우승
- 리그 오브 레전드 챔피언스 코리아 스프링 2023 All-Pro 퍼스트팀 (T1)
- 리그 오브 레전드 챔피언스 코리아 스프링 2023 준우승 (T1)
- 리그 오브 레전드 챔피언스 코리아 서머 2023 준우승 (T1)
- 2022년 항저우 아시안 게임 e스포츠 리그 오브 레전드 금메달 (대한민국)
- 리그 오브 레전드 월드 챔피언십 2023 우승 (T1)
- 2023 e스포츠 어워드 올해의 선수상
- 2023 더 게임 어워드 최고의 e스포츠 선수
- 2023 LCK 어워드 OP.GG 서치 킹 상
- 2023 LCK 어워드 포지션별 올해의 선수
- 2023 LCK 어워드 올해의 선수

2024
- 리그 오브 레전드 시즌 오프닝 2024 준우승
- 리그 오브 레전드 챔피언스 코리아 스프링 2024 All-Pro 세컨드팀(T1)
- 리그 오브 레전드 챔피언스 코리아 스프링 2024 준우승(T1)
- 2024 전설의 전당 헌액자
- 이스포츠 월드컵 2024 우승 (T1)
- 이스포츠 월드컵 2024 MVP
- 리그 오브 레전드 월드 챔피언십 2024 우승 (T1)
- 리그 오브 레전드 월드 챔피언십 2024 MVP